# Boli (Costa d'Avorio)
Boli  è una città e sottoprefettura della Costa d'Avorio appartenente al dipartimento di Didiévi. Conta una popolazione di 13 278 abitanti (censimento 2014).